# 善名称院
善名称院（ぜんみょうしょういん）は、和歌山県伊都郡九度山町にある高野山真言宗の寺院。山号は伽羅陀山。本尊は延命子安地蔵菩薩。真田昌幸・信繁の蟄居時代の草庵跡と伝わる場所であるが、諸説ある。和歌山県の史跡に指定。別称は真田庵。牡丹の名所 としても知られ、城郭風の本堂の八棟造も有名である。

## 歴史
寛保元年（1741年）8月18日に、大安上人によって真田昌幸の庵跡と伝承のあるこの地に地蔵菩薩を安置した一堂が創建されたのが当院の始まりである。また、本尊がこの地に寺院を建てよといったので、大安は昌幸の子信繁が建てた昌幸の供養塔の周りの森を松の木だけ残して伐採し、当院を建立したともいう。
慶長5年（1600年）の関ヶ原の戦いで西軍に属して敗れた真田昌幸・信繁父子は、女人禁制の高野山に配流の身となり真田氏ゆかりの蓮華定院に入った。しかし、高野山での生活は寒くて大変だったためか、妻を連れていたためか、諸説あるが高野山を降りて九度山に移されて蟄居生活を送ることとなった。当院にはその庵の址があったと伝わるが、庵は遍照寺の近くにあったという説など諸説がある。
当院が創建されて後、昌幸の霊がたびたび見られるようになったため、大安は昌幸の霊を真田地主大権現として祀ったところ、今度は穏やかな顔になった昌幸が現れて、祀ってもらったお礼にこの地を守ると約束したという。
後世、真田親子の講談が人気となり読まれると訪れる人も増えて観光地化され、別称・真田庵と呼ばれるようになり、資料館なども併設、開館された。
2016年（平成28年）のNHK大河ドラマ・『真田丸』の放送に合わせ、北へ100mの地点に九度山・真田ミュージアムが開館している。自然社の新生活標語が掲げられている。

## 境内
- 本堂（和歌山県指定有形文化財）[5] - 八棟造。
- 位牌堂（九度山町指定有形文化財）
- 庫裏
- 北門（九度山町指定有形文化財）
- 雷封じの井 - 真田信繁が真田屋敷に落ちた雷を井戸に封じ里人を救ったと伝わる。
- 稲荷大明神
- 金比羅大権現社
- 天満宮
- 住吉社
- 大安上人御廟（和歌山県指定有形文化財）
- 土砂堂（和歌山県指定有形文化財）
- 伝・真田昌幸の墓（九度山町指定史跡）
- 真田地主大権現 - 真田氏の宝物である毘沙門天と真田三代の御霊を合祀している。
- 伝・真田家臣一族の墓
- 長屋門（九度山町指定有形文化財）

### 真田宝物資料館
真田昌幸・信繁の九度山での生活をテーマに、信繁が愛用したと伝えられる槍先や鎧兜などの武具や書状、肖像画などが数多く展示されている。また、当時の真田家の生活を支えた真田紐や高野紙製造用具なども展示されている。
- 入場料 - 大人200円
- 開館時間 - 8時～17時

## 行事
- 毎月24日 - 地蔵講
- 2月3日頃（節分） - 開運除厄星祭
- 5月5日 - 真田祭
- 8月10日 - 施餓鬼会
- 8月24日 - 地蔵盆

## 真田の抜け穴

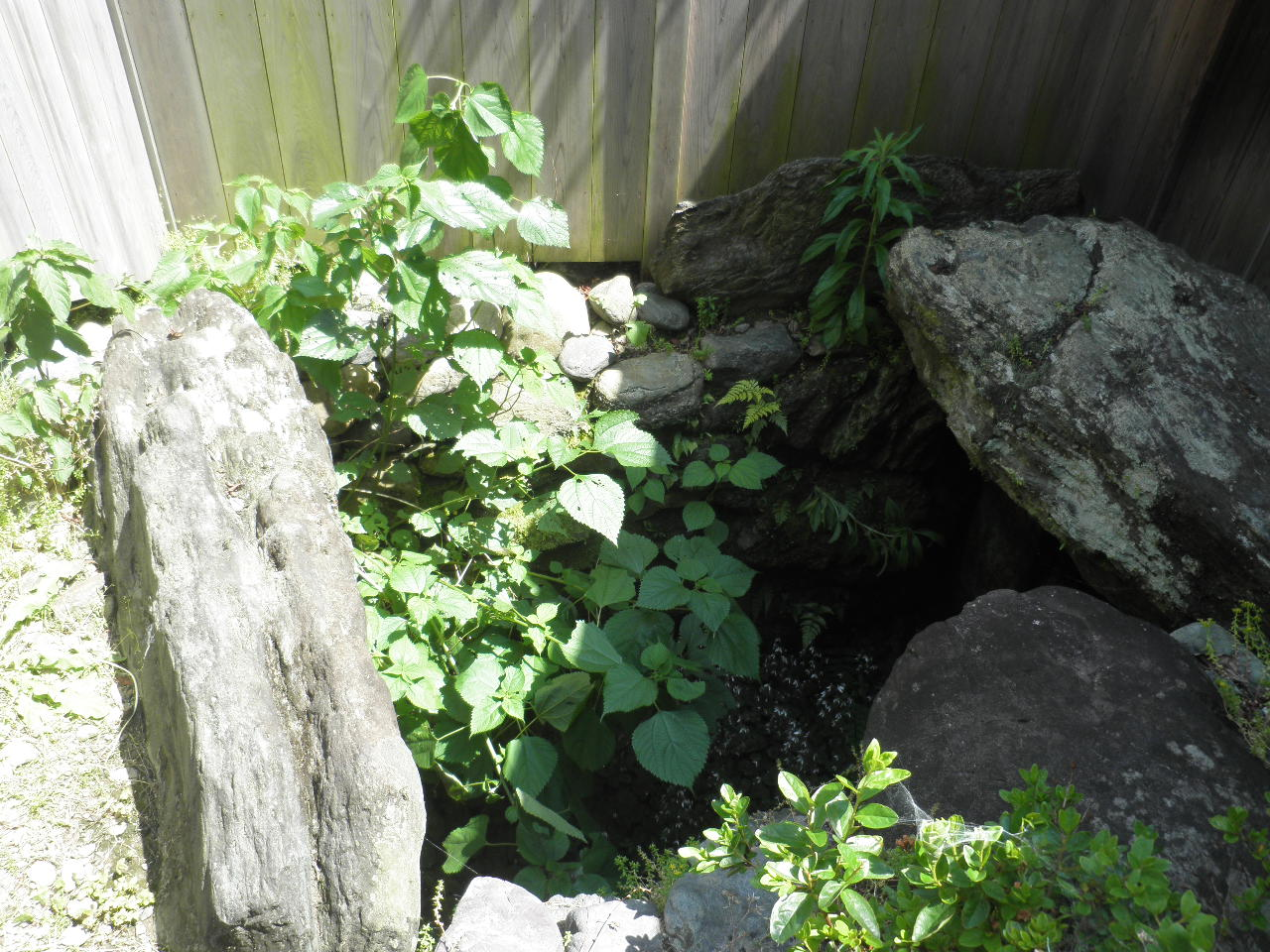
真田古墳

善名称院の約200m東に、昔から地元の人々に「真田の抜け穴」として伝わっている穴がある。また、その穴から善名称院までを真田氏の造った抜け穴と長い間信じられてきた。しかし、1953年（昭和28年）に行われた発掘調査によって、古墳時代後期（6世紀）に造られた横穴式石室を持つ円墳であることが判明した。真田との関係性は無いが縁の地ということで、真田古墳と名づけられた。

## 文化財

### 和歌山県指定有形文化財
- 善名称院 3棟
  - 本堂：附 厨子 1基
  - 大安上人御廟：附 多宝小塔 1基
  - 土砂堂

### 和歌山県指定史跡
- 真田屋敷跡

### 九度山町指定有形文化財
- 善名称院 3棟
  - 位牌堂
  - 長屋門
  - 北門

### 九度山町指定史跡
- 真田安房守昌幸墓地

### 九度山町指定有形民俗文化財
- 高野紙製造用具 1式

## 前後の札所
尼寺三十四ヶ所霊場
22 長宝寺　-　23 善名称院　-　24 光明宝院
紀伊西国三十三所
22 善名称院

## アクセス
- 南海高野線九度山駅より徒歩10分